# Знову вампіри у Гавані
«Знову вампіри у Гавані» (ісп. Más vampiros en La Habana) — кубино-іспанський мультиплікаційний фільм від Хуана Падрона, що вийшов 2003 року. Продовження анімаційного фільму «Вампіри у Гавані» 1985 року.

## Сюжет
Син Пепіно Пепе розробляє новий еліксир, потужніший, ніж Вампісоль (згадується у «Вампірах у Гавані»), який він назвав Вампіяба. Мафіозі, вампіри і навіть нацистський коммандос прибувають на Кубу в пошуках цього нового напою та його творця. Тому Пепе повинен врятувати свого сина, його шлюб від провалу та його клуб від розорення. Коли все, здавалося, було втрачено, фон Дракула повертається зі свого загробного життя та відновлює новий світовий порядок вампірів.

## Персонажі
- Фон Дракула — винахідник Вампісоля та дідусь дядька Пепіно. Він гине у «Вампірах у Гавані» у війні між Капо-Ностра з Чикаго та Європейським кланом вампірів. У другій частині його залишки рятуються від вогню, але він повертається лише у вигляді привида. Найекзотичніший персонаж мультфільму.
- Джозеф Амадеус фон Дракула (Пепе) — вампір, з дитинства ріс на сонці, завдяки вампісолю, створеному його дядьком. Власник нічного клубу Пепіто. Одружився з Лолою, мав сина Пепіно.
- Пепіно — син Пепе та Лоли. Проводив хімічні експерименти, як і його дядько. Творець нового напою для вампірів — Вампіяби.
- Лола — дружина Пепе та мати Пепіно. Адміністраторка нічного клубу Пепіто.
- Чорний та Хефе — друзі Пепе, які борються проти корупції в уряді.
- Фельдмаршал Буман — двоюрідний брат фон Дракули, але на службі Адольфа Гітлера. Експериментує з використанням Вампісоля на людях, щоб перетворити їх на спеціальні створіння для саботажу та шпигунства.
- Микита Феліпитович Петров — таємний агент Радянського Союзу. Його відправляють до Гавани, щоб дізнатися, як нацисти використовували Вампісоль.
- Вчений Галледжо — агент Генералісімуса Франко, який працює в Третьому Рейсі. Помічник Бумана.
- Бебі — нацистський таємний агент, який працює в Пепіто і закохується в Петрова.
- Фольксваген — спеціальна нацистська істота для шпигунства та саботажу.
- Джонні Террорі та Літл Смайлі — Члени Капа-Ностра з Чикаго, чиїм керівником є жорстокий Аль-Тапоне, котрий має мережу штучних підземних пляжів для вампірів. Вони вбачили у Вампісолі загрозу для свого бізнесу, яка дала б можливість вампірам піти на справжні пляжі. Тепер вони переслідують творя Вампіяби Пепіно.
- Цар світу — популярний персонаж з вулиць Гавани.